# اسلواکی در دوران رومی

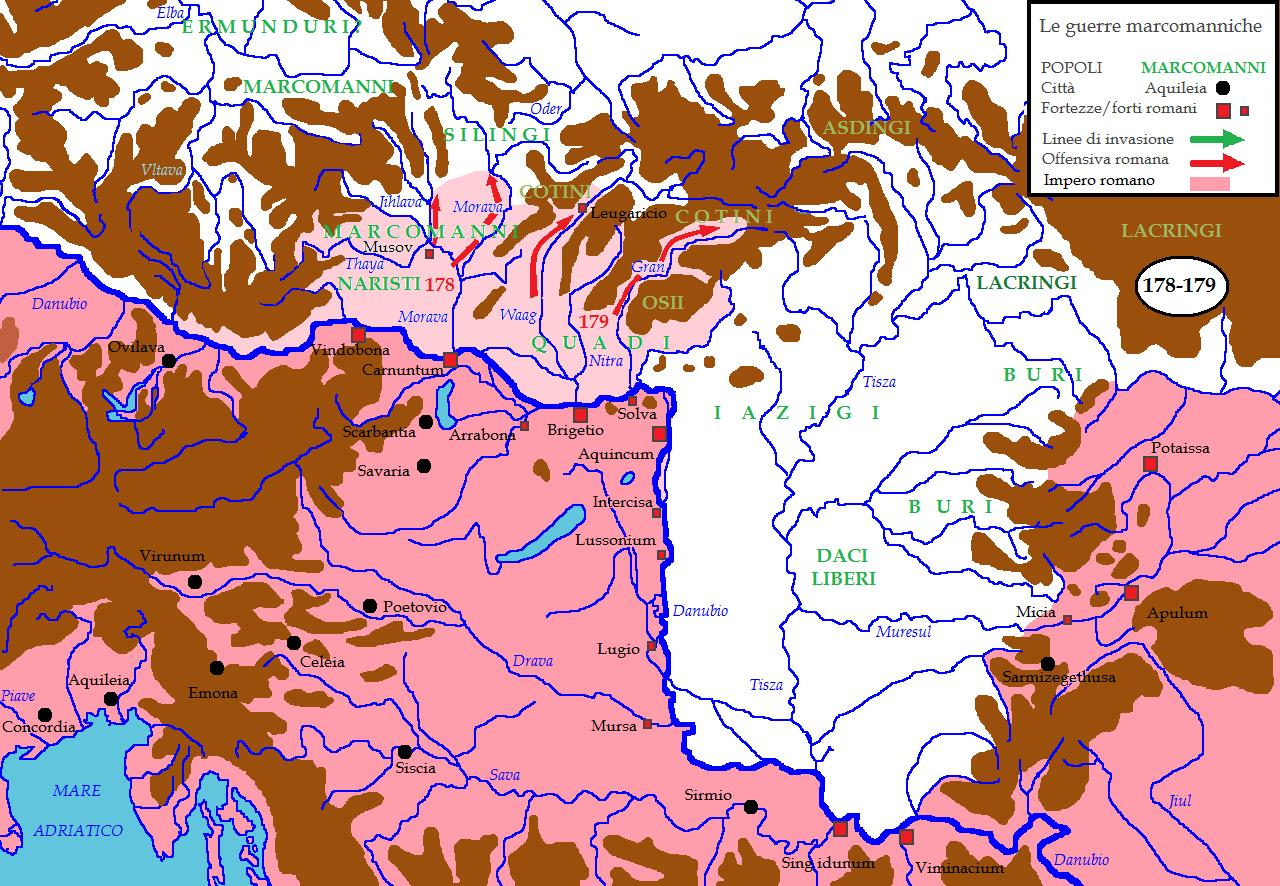
منطقهٔ صورتی روشن در شمال دانوب در سال‌های ۱۷۸ تا ۱۷۹ پس از میلاد برای مدت کوتاهی به‌دست رومی‌ها اشغال شد و قرار بود به استان نوی رومی مارکومانیا تبدیل شود.

بخش‌هایی از اسلواکی برای مدت کوتاهی به دست لژیون‌های رومی اشغال شده بود. ماکرومانیا یک استان پیشنهادیِ امپراتوری روم بود که امپراتور مارکوس آئورلیوس قصد ایجاد آن را در این منطقه داشت در این منطقه که امروزه بخشی از غرب اسلواکی و موراویا در جمهوری چک است، مردمان قبایل ژرمنی مارکومانی و کوادی سکونت داشتند. بخش‌هایی از این منطقه میان سال‌های ۱۷۴ و ۱۸۰ پس از میلاد توسط رومی‌ها به دستور مارکوس آئورلیوس اشغال شد. جانشینان مارکوس آئورلیوس نقشهٔ او را رها کردند، اما در طول دو قرن پس از آن مردم منطقه به‌طور پیوسته رومی‌سازی شدند. تأثیر رومی‌ها در منطقه با حمله‌های آتیلا از سال ۴۳۴ و مهاجرت اسلاوها به منطقه به مرور ناپدید شد.

## خصوصیات
پس از ایجاد استحکامات لیمس در امتداد رود دانوب، امپراتوری روم اقداماتی برای گسترش در اروپای میانه، بیشتر تحت رهبری امپراتور مارکوس آئورلیوس در سدهٔ دوم انجام داد.
این کار، پیش‌قدمی بود که منجر به چیرگی زودگذر رومی‌ها بر قبایل ژرمنی ساکن در مناطق کنونی غرب اسلواکی، یعنی کوادی و مارکومانی در طول جنگ‌های ماکرومانی شد.
در زمان آگوستوس، ارتش رومیان، تنها باریکهٔ نازکی از کرانهٔ غربی دانوب و بخش بسیار کوچکی از جنوب غرب اسلواکی را اشغال کردند. تیبریوس قصد تسخیر تمام ژرمانیا تا رود البه را داشت و در سال ۶ پس از میلاد یک اردوکشی نظامی از دژ واقع در کارنونتوم تا موشوو و فرای آن اعزام کرد. با این حال، نیروهای نظامی به دلیل شورش در پانونیا مجبور به توقف شدند.
تنها در سال ۱۷۴ پس از میلاد بود که امپراتور مارکوس آئورلیوس موفق شد به اعماق درهٔ رودهای واخ، نیترا و هرون نفوذ کند و همچنان اردوگاه‌های رومی راهپیمایی رومی وجود دارد. در کرانهٔ رود هرون، مارکوس آئورلیوس اثر فلسفهٔ خود، تأملات را نوشت. دژهای کوچک رومی زاوود و سوچوهراد در رود موراوا نشان‌دهندهٔ قصد آن‌ها برای نفوذ بیشتر به سوی شمال بوهم-موراوویا و رود اودر (و احتمالاً جنوب لهستان نیز) دارد.
آخرین اکتشافات باستان‌شناسی که محوطه‌های نوی رومی را در اطراف برنو پیدا کرده‌اند به این نتیجه رسیدند که پیشروی نیروهای رومی از کارنونتوم می‌توانست بیشتر به سمت شمال شرقی، به سمت منطقهٔ مرزی لهستان و اسلواکی پیش برود. در واقع، کاوش‌های باستان‌شناسی اخیر و بررسی‌های هوایی مکان‌های بیشتری را در شمال شرقی موراویا نشان داده‌اند: سه اردوگاه موقت رومی (احتمالاً متصل به قلعه لاگاریسیو) واقع در سرزمین دروازه موراویا تا حدی تأیید شده‌اند.
مارکوس آئورلیوس قصد داشت در نواحی فتح‌شده استان نویی به نام ماکرومانیا ایجاد کند اما مرگ اون بازدار آن شد. جانشینان او این مناطق را رها کردند به جز والنتینیان یکم، که با بربرهای ساکن آنجا روابط نسبتاً دوستانه‌ای ایجاد کرد. بربرهای ساکن، تا درجه‌ای دچار «رومی‌سازی فرهنگی» شدند که در برخی از ساختمان‌های منطقه براتیسلاوای کنونی در ستوپاوا دیده می‌شود.
در واقع، رومی‌سازی بربرها تا اواخر دوران رومی (۳۸۰–۱۸۱ پس از میلاد) ادامه داشت. در دوران نسبتاً صلح‌آمیز سده‌های سوم و چهارم میلادی، ساختمان‌های رومی زیادی در منطقهٔ جنوب-غربی اسلواکی ظاهر شدند.
رومی‌ها در اواخر سدهٔ چهارم به این منطقه مسیحیت را معرفی کردند: مردم ژرمنی ماکرومانی هنگامی به مسیحیت روی آوردند که ملکه‌شان، فریتگیل، به مسافری مسیحی از امپراتوری روم دیدار کرد. مسافر با ملکه دربارهٔ امبروس، اسقف سرسخت میلان (ایتالیا) سخن گفت. ملکه تحت تأثیر سخنان مسافر قرار گرفت و به مسیحیت روی آورد. در خرابه‌های دژ دوین، نخستین کلیسای مسیحی واقع‌شده در شمال دانوب شناخته شد.
چند سال بعد آتیلا منطقه را ویران کرد و مهاجرت‌های دسته جمعی را آغاز کرد که امپراتوری روم غربی را ویران کرد. در همین حال، قبایل اسلاو به‌مرور اشغال منطقه را آغاز کردند.
در واقع، نخستین منبع نوشتاری که به اسکان قبایل اسلاو در اسلواکی کنونی اشاره می‌کند به مهاجرت قبیلهٔ ژرمنی هرولی از منطقهٔ میانی دانوب به اسکاندیناوی در سال ۵۱۲ مرتبط است. به گفتهٔ پروکوپیوس، آن‌ها در ابتدا از میان سرزمین اسلاوها، به‌ویژه در کنار رود موراوا گذشتند. چندین منطقهٔ باستان‌شناسی در درهٔ رودهای موراوا، واخ و هرون نشان‌دهندهٔ سکونتگاه‌های اولیهٔ اسلاو حدود سال ۵۰۰ میلادی است.

## پیش‌زمینه

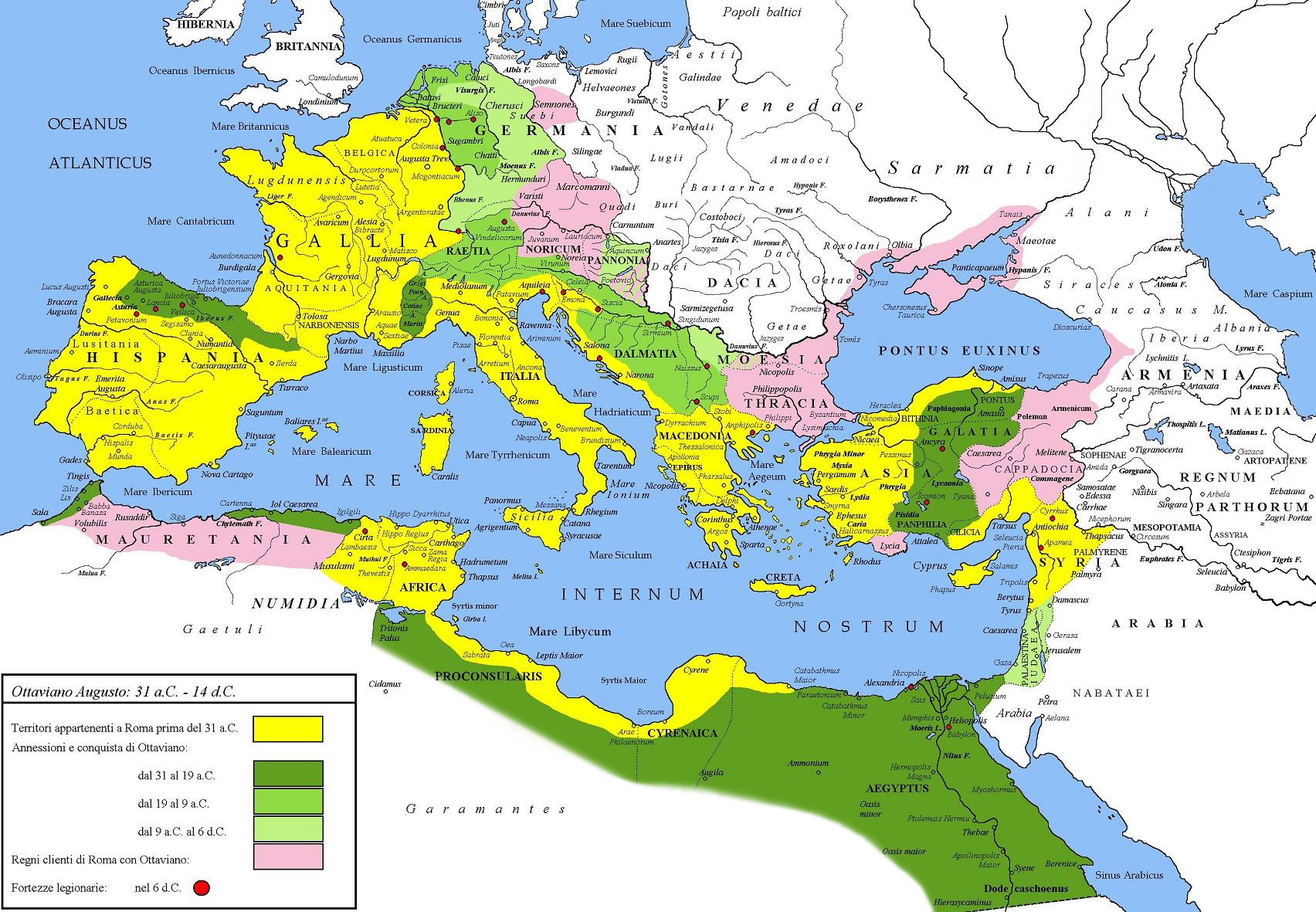
گسترهٔ امپراتوری روم در زمان آگوستوس. رنگ زرد نشان‌دهندهٔ وسعت جمهوری در سال ۳۱ پیش از میلاد است، رنگ سبز نشان‌دهندهٔ سرزمین‌هایی است که به تدریج تحت فرمانروایی آگوستوس تسخیر شده‌اند، و مناطق صورتی روی نقشه نشان‌دهندهٔ دولت‌های متکی است.

حکومت آگوستوس (۲۷ پیش از میلاد - ۱۴ پس از میلاد) یک دوران طولانی به نام پاکس رومانا یا صلح رومی را آغاز کرد. با وجود جنگ‌های مداوم در مرزها و یک جنگ یک‌ساله بر سر جانشینی، حوزهٔ مدیترانه برای دو سده در صلح بود. آگوستوس به‌طور چشمگیری امپراتوری را بزرگ کرد و مناطقی همچون مصر، دالماتیا، پانونیا و رائتیا را ضمیمهٔ خاک روم کرد. او همچنین دارایی‌ها در آفریقا را گسترش داد و کاملاً بر هیسپانیا چیره شد. تا پایان حکومت او، ارتش‌های آگوستوس مناطق آلپی رائتیا (سوئیس، بایرن، اتریش و اسلوونی امروزی)، ایلیریکوم و پانونیا (آلبانی، کرواسی، مجارستان، صربستان امروزی) را فتح کردند.
رومی‌ها نوار کوچکی از کرانهٔ شرقی دانوب و بخش بسیار کوچکی از جنوب غربی اسلواکی را اشغال کردند. جانشین آگوستوس، تیبریوس قصد فتح کامل ژرمانیا تا رود البه را داشت و در سال ۶ پس از میلاد یک کارزار نظامی از دژ واقع در کارنونتوم تا موشوو و فرای آن آغاز کرد. با این حال، او مجبور شد عملیات نظامی را به دلیل شورش در پانونیا متوقف کند.
امپراتوری در حال گسترش روم چندین پاسگاه در شمال دانوب بنیان نهادند. بزرگ‌ترین آن‌ها، کارنونتوم بود که بازمانده‌های آن در میان وین و براتیسلاوا وجود دارد. رومی‌ها پشتیبان دولت متکی کوادی، یک قبیلهٔ ژرمنی بودند تا صلح منطقهٔ دانوب میانی را نگه دارند. مارکومان‌ها یک قبیلهٔ ژرمنی دیگر بودند که به گفتهٔ تاسیتوس، «در قدرت و شهرت نخست بودند».

## بقایای باستان‌شناسی

### لاگاریسیو

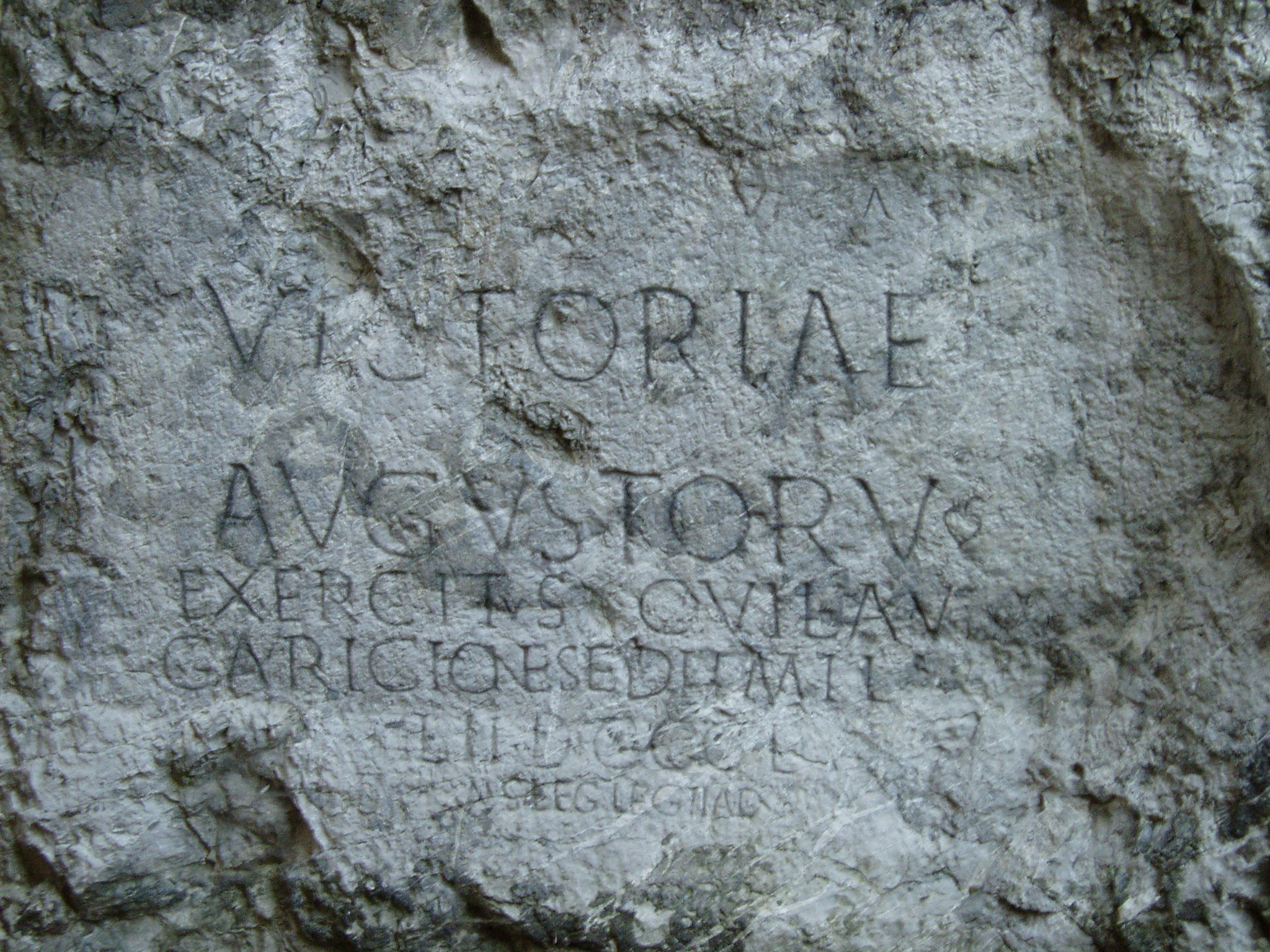
سنگ‌نوشته‌ای رومی در لاگاریسیو

اردوگاه زمستانی لاگاریسیو (ترنچین کنونی) در شمالی‌ترین بخش سرزمین داخلی رومی واقع شده است. اینجا جایی بود که لژیون دوم آدیوتریکس در سال ۱۷۹ پس از میلاد در نبردی سرنوشت‌ساز بر قبیله کوادی جنگید و پیروز شد. لاگاریسیو شمالی‌ترین بازماندهٔ نشان‌دهندهٔ حضور سربازان رومی در اروپای مرکزی است.

## برای خواندن بیشتر
- Kandler, M. Gli accampamenti militari di Carnuntum (in "Roma sul Danubio") Roma, 2002.
- Kerr, W.G. A Chronological Study of the Marcomannic Wars of Marcus Aurelius. Princeton University ed. Princeton, 1995
- Komoróczy, K otázce existence římského vojenského tábora na počátku 1. st. po Kr. u Mušova (katastr Pasohlávky, Jihomoravský kraj). Kritické poznámky k pohledu římsko provinciální archeologie, in E.Droberjar, - M.Lutovský, Archeologie barbarů, Praha, 2006, pp. 155–205.
- Kovács, Peter. Marcus Aurelius' Rain Miracle and the Marcomannic Wars. Brill Academic Publishers. Leiden, 2009. شابک ‎۹۷۸−۹۰−۰۴−۱۶۶۳۹−۴ISBN 978-90-04-16639-4
- G. Langmann. Die Markomannenkriege 166/167 bis 180. Militärhistor. Schriftenreihe 43. Wien, 1981.
- Ritterling, E. Legio X Gemina. RE XII, 1925, col.1683-1684.